# Powiat bolesławiecki
Powiat bolesławiecki – powiat w Polsce, położony w północno-zachodniej części województwa dolnośląskiego. Jego siedzibą jest miasto Bolesławiec.
Terytorium powiatu położone jest w pobliżu granic Polski z Czechami i z Niemcami, na skrzyżowaniu dróg łączących Wschodnią i Zachodnią Europę oraz Skandynawię z Europą Południową. Duże obszary leśne, zajmujące ponad 50% powierzchni powiatu, determinują położenie i rozwój osadnictwa. Powiat nie należy do grupy subregionów wysoce zurbanizowanych.

## Podział administracyjny
Powiat bolesławiecki powstał 1 stycznia 1999 roku wskutek reformy administracyjnej, której jednym z aspektów było wprowadzenie powiatów jako drugiego szczebla administracji, pomiędzy województwami i gminami.
Został stworzony z części województw jeleniogórskiego (miasto Bolesławiec oraz gminy Bolesławiec, Nowogrodziec i Osiecznica) oraz legnickiego (gminy Gromadka, Warta Bolesławiecka). Terytorium powiatu zostało określone w kształcie identycznym do tego, jaki posiadał on przed swoją likwidacją w 1975 roku.
Z powiatem bolesławieckim graniczą jednostki:
- powiat żagański w województwie lubuskim od północy,
- powiaty polkowicki, legnicki i złotoryjski od wschodu,
- powiaty lubański i lwówecki od południa,
- powiat zgorzelecki od zachodu.

W skład powiatu wchodzi 6 gmin: 1 miejska, 1 miejsko-wiejska oraz 4 wiejskie. Na jego terenie położone są dwa miasta: Bolesławiec oraz Nowogrodziec.
| Gmina   | Gmina           | Gmina | Gmina               | Pow. (2025) | Ludność (2024) | Siedziba            |
| TERYT   | Typ             | Nazwa | Nazwa               | Pow. (2025) | Ludność (2024) | Siedziba            |
| ------- | --------------- | ----- | ------------------- | ----------- | -------------- | ------------------- |
| 0201011 | miejska         |       | Bolesławiec         | 22,85       | 36 795         | —                   |
| 0201022 | wiejska         |       | Bolesławiec         | 289,13      | 15 359         | Bolesławiec         |
| 0201032 | wiejska         |       | Gromadka            | 267,75      | 4978           | Gromadka            |
| 0201043 | miejsko-wiejska |       | Nowogrodziec        | 176,63      | 14 523         | Nowogrodziec        |
| 0201052 | wiejska         |       | Osiecznica          | 436,69      | 7198           | Osiecznica          |
| 0201062 | wiejska         |       | Warta Bolesławiecka | 110,46      | 8402           | Warta Bolesławiecka |

## Pokrycie terenu
Powiat bolesławiecki według danych z 2025 roku zajmował powierzchnię 1303,51 km², co stanowiło 6,5% powierzchni województwa dolnośląskiego. Pod względem powierzchni zajął 2. lokatę spośród 26 powiatów w województwie oraz 64. miejsce wśród 314 powiatów Polski. Największą część powierzchni powiatu zajmowały grunty leśne (61,7%, co stanowiło 4. najwyższy odsetek w Polsce) oraz rolne (31,7%, co było 4. najniższym odsetkiem w Polsce). Zabudowanych i zurbanizowanych było 5,5% terenów, zaś pod wodami znajdowało się ich 0,6%.
|  |

## Demografia
Według stanu z dnia 31 grudnia 2024 roku w powiecie bolesławieckim zamieszkiwało 87 255 mieszkańców: 45 011 kobiet (51,6% ludności) i 42 244 mężczyzn (48,4%), czyli 3,0% ludności województwa dolnośląskiego. Gęstość zaludnienia w powiecie wyniosła 67 osób na km². Pod względem ludności powiat bolesławiecki zajął w 2024 roku 8. miejsce spośród 26 powiatów w województwie oraz 99. lokatę wśród 314 powiatów Polski.
Wskaźnik urbanizacji wyniósł 46,8%; w miastach w tym dniu mieszkało 40 845 osób, zaś na wsi 46 410 osób.
|  |

|  |  |

## Gospodarka
W końcu listopada 2019 liczba zarejestrowanych bezrobotnych w powiecie bolesławieckim obejmowała ok. 1,3 tys. mieszkańców, co stanowi stopę bezrobocia na poziomie 3,7% do aktywnych zawodowo.

## Starostowie bolesławieccy
Na podstawie źródła:

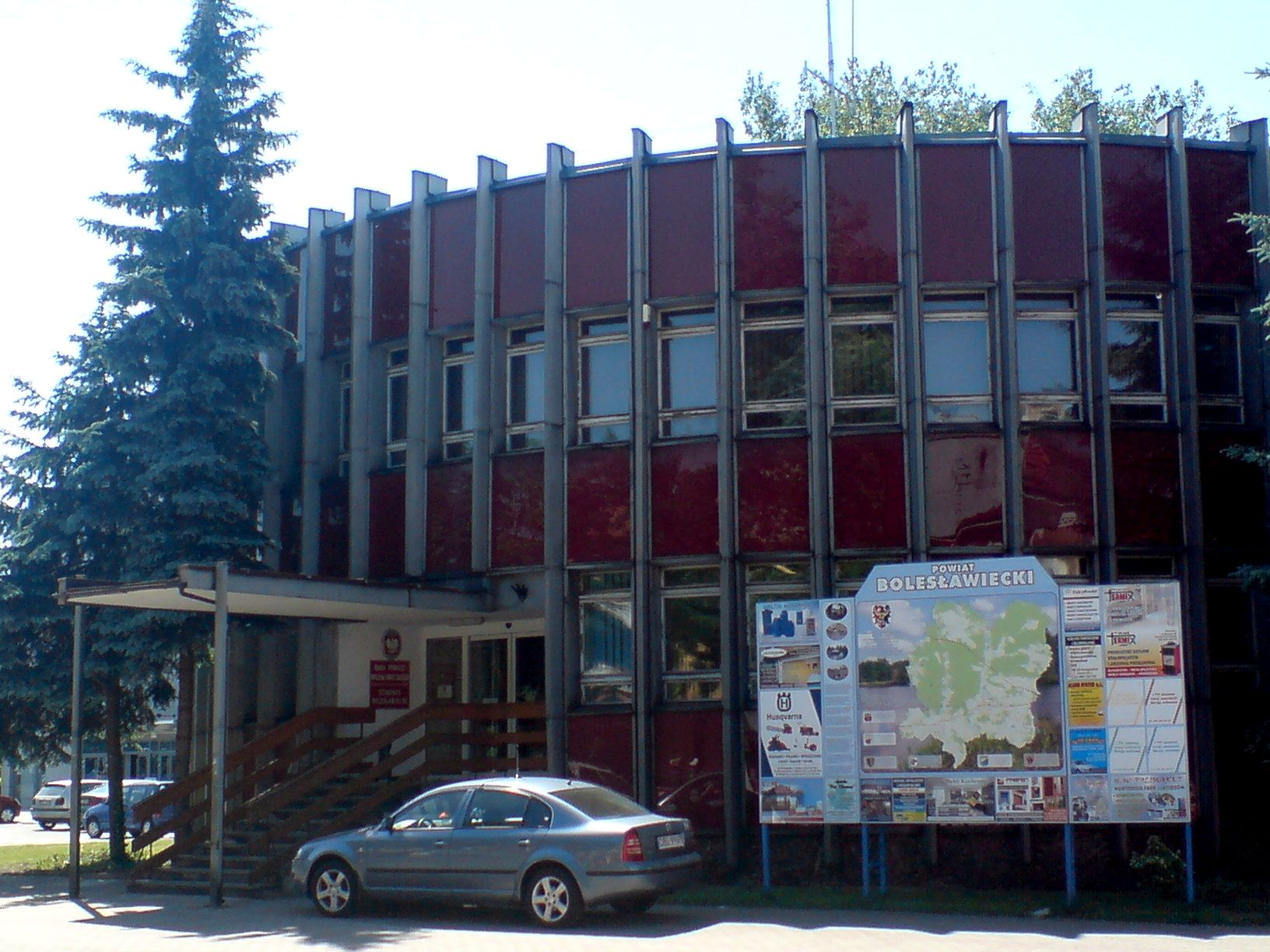
Główna siedziba władz powiatu

- Piotr Roman (1 stycznia 1999 – 19 listopada 2002)
- Krzysztof Konopka (19 listopada 2002 – 27 listopada 2006)
- Cezary Przybylski (27 listopada 2006 – 13 lutego 2014)
- Dariusz Kwaśniewski (13 lutego 2014 – 14 listopada 2016)
- Karol Stasik (14 listopada 2016 – 20 listopada 2018)
- Tomasz Gabrysiak (od 20 listopada 2018)

## Transport

### Transport drogowy
Przez obszar powiatu prowadzą następujące drogi:
- A4 (44 km; węzły: Godzieszów, Bolesławiec i Krzyżowa)
- A18 (28 km; węzły: Świętoszów, Golnice, Lipiany i Krzyżowa)
- 94 (dawna trasa nr 4)
- 296
- 297
- 350
- 357
- 382

### Transport kolejowy
Przez powiat prowadzi linia kolejowa nr 282 oraz nieczynna linia 283. Bolesławiec posiada bezpośrednie połączenie kolejowe z takimi stacjami jak: Zgorzelec (granica państwa), Węgliniec, Lubań Śląski, Legnica, Wrocław Główny, Dresden Hauptbahnhof.

### Transport lotniczy
Na terenie powiatu znajduje się nieczynne lądowisko w Krzywej.

## Historia

### Rys historyczny

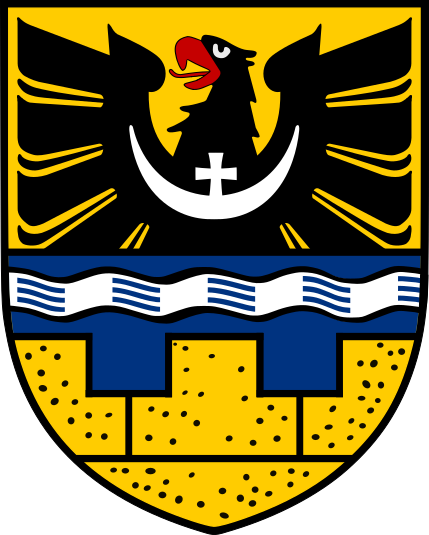
Przedwojenny herb Kreis Bunzlau

W okolicach Bolesławca odnaleźć można sporo śladów najstarszego osadnictwa na ziemiach polskich. To tutaj przed ponad tysiącem lat zamieszkiwało jedno z plemion lechickich – plemię Bobrzan (stąd m.in. nazwa głównej rzeki płynącej przez powiat bolesławiecki: Bóbr). Jednym z najstarszych grodów plemienia Bobrzan na tych ziemiach miał być niedaleki Grodziec – osada na wysokiej (389 m n.p.m.), widocznej z daleka górze pochodzenia wulkanicznego. Do dziś oglądać tam można okazałe ruiny średniowiecznego Zamku Grodziec, zbudowanego na miejscu dawnej osady. W IX-X w. na południowy zachód od wsi Otok znajdował się inny gród plemienia Bobrzan. Zaś w XII w. rycerze w habitach ze słynnego zakonu templariuszy wznieśli w Warcie Bolesławieckiej swoją strażnicę, nazywaną przez długie lata „Gwiezdnym Zamkiem”.
Na terenie powiatu znajdują się obiekty zaliczane do tzw. pomników średniowiecznego prawa karnego. Jest to średniowieczny pręgierz w Gościszowie w postaci dwumetrowego obelisku z zachowanymi łańcuchami i uchwytami, do których przywiązywano skazańców. W kilku miejscowościach, m.in. w Gościszowie, Milikowie, Czernej, Zabłociu, Wykrotach, Raciborowicach, znajdują się kamienne monolitowe krzyże. Możliwe, że któreś z nich są tzw. krzyżami pokutnymi, czyli krzyżami fundowanymi przez zabójców w wyniku umowy zabójcy z rodziną zabitego, mającej doprowadzić do rekompensaty materialnej i moralnej za zabójstwo oraz zapobiec zemście. Należy jednak zaznaczyć, że żaden z tych krzyży nie jest powiązany z którąś ze znanych umów kompensacyjnych i ewentualny pokutny charakter jest wyłącznie hipotezą opartą na wątłej przesłance, że po prostu takie krzyże powstawały, więc możliwe, że któryś z zachowanych jest właśnie takiego pochodzenia. Trzeba pamiętać, że powodów powstania było dużo. Mogą to być klasyczne krzyże fundowane z pobudek religijnych, krzyże wotywne, krzyże graniczne, krzyże upamiętniające jakieś wydarzenie, czy krzyże związane z zabójstwami ale nie pokutne lecz wystawione przez rodzinę zmarłego. Identyfikowanie wszystkich starych kamiennych krzyży monolitowych z krzyżami pokutnymi jest nieuprawnione i przybrało formę nie popartej dowodami legendy.
Od końca XIV w. powiat bolesławiecki (jak cały Śląsk) dostał się pod panowanie czeskie, a od 1526 r. wszedł w granice austriackiej monarchii Habsburgów – stąd też zaczęła tu stopniowo napływać ludność pochodzenia niemieckiego. Od połowy XVIII w. powiat stał się częścią Królestwa Pruskiego.
W okresie wojen napoleońskich toczyły się w tym regionie częste walki pomiędzy wojskami francuskimi a rosyjskimi i pruskimi. W Bolesławcu i niektórych miejscowościach powiatu kilkakrotnie przebywał sam Napoleon Bonaparte (m.in. w latach 1807, 1812 i 1813). Tutaj też zatrzymał się, ścigający wojska francuskie, naczelny dowódca wojsk rosyjskich – feldmarszałek Michaił Kutuzow. Słynny rosyjski dowódca zachorował na tyfus i zmarł w Bolesławcu 28 kwietnia 1813 r. Stąd w mieście znajduje się jego pomnik autorstwa K. F. Schinkla i G. Schadowa, wzniesiony w 1819 r., ufundowany przez króla pruskiego. Jeszcze w granicach Bolesławca, przy drodze wyjazdowej do Zgorzelca usytuowany jest też cmentarz żołnierzy rosyjskich z czasów napoleońskich i radzieckich poległych w II wojnie światowej, nazywany Cmentarzem Kutuzowa.
O tamtym okresie przypomina również płaskorzeźba przedstawiająca Rosalie von Bonin, będąca dziełem Jenny von Barry-Pousin z 1913 r. umieszczona na wschodniej elewacji miejskiego ratusza. Ukazuje ona wydarzenia z 10 lutego 1807 r., kiedy to dzielna 26-letnia bolesławianka wraz z kilkoma kawalerzystami pojmała stacjonującego w mieście napoleońskiego generała le Brun i przejęła kasę wojskową o wartości 70 tys. talarów.
W Bolesławcu na przestrzeni dziejów urodziło się wielu ludzi związanych z niemiecką kulturą i nauką, wśród nich: słynny teolog luterański Salomon Gesner, wybitny poeta i dyplomata Martin Opitz – nazywany „odnowicielem poezji niemieckiej”, przyrodnik Carl Ferdinand Appun, słynny w całej Europie grafik David Tscherning czy wreszcie Reinhold Röhricht – największy XIX-wieczny badacz historii wypraw krzyżowych.
Z kolei pobliska Osiecznica jest miejscem urodzenia Abrahama G. Wernera – słynnego geologa i mineraloga, profesora Akademii Górniczej we Freibergu, zaś Nowogrodziec – popularnego kompozytora i pedagoga Józefa Schnabla, nazywanego „Śląskim Haydnem”. Swoją działalność zamknął liczbą 1100 koncertów, zaś katalog jego dzieł obejmuje aż 219 kompozycji. W listopadzie 1830 r. poprowadził koncert, w którym wystąpił młody Fryderyk Chopin.
Ważniejsze wydarzenia w historii powiatu:
- 1190 – założenie miasta Bolesławiec przez księcia Bolesława Wysokiego (według kroniki Holsteina);
- 1202 – pierwsza wiadomość źródłowa o istnieniu kasztelanii w Bolesławcu – Bolesławiec znany jako gród kasztelański Boleslavc;

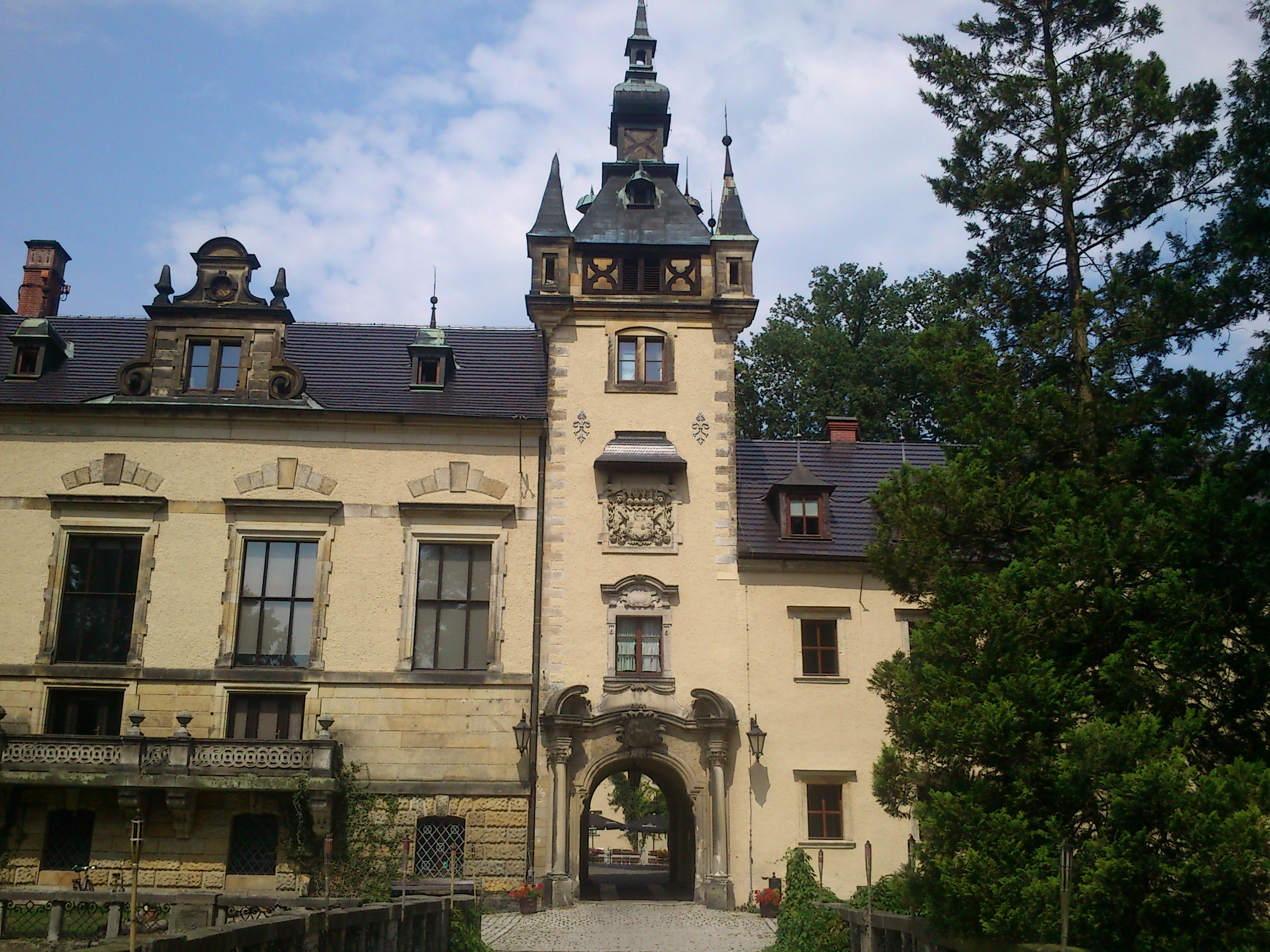
Zamek Kliczków.

- Zamek Kliczków.XIII w. – nadanie praw miejskich Bolesławcowi (notatka potwierdzająca z 1251);
- 1233 – książę Henryk Brodaty nadaje prawa miejskie Nowogrodźcowi;
- 1249 – pierwsza wzmianka o klasztorze św. Marii Magdaleny w Nowogrodźcu;
- 1251 – pojawia się notatka potwierdzająca fakt nadania praw miejskich dla Bolesławca;
- 1297 – powstaje pierwszy zamek w Kliczkowie (zbudowany na polecenie księcia świdnicko-jaworskiego Bolka I Surowego);
- 1392 – tereny dzisiejszego powiatu przechodzą pod panowanie Czech;
- od XVI w. – Bolesławiec ośrodkiem wyrobu ceramiki („buncloki”);
- 1492 – pierwsza wzmianka o powstawaniu systemu kanalizacji;

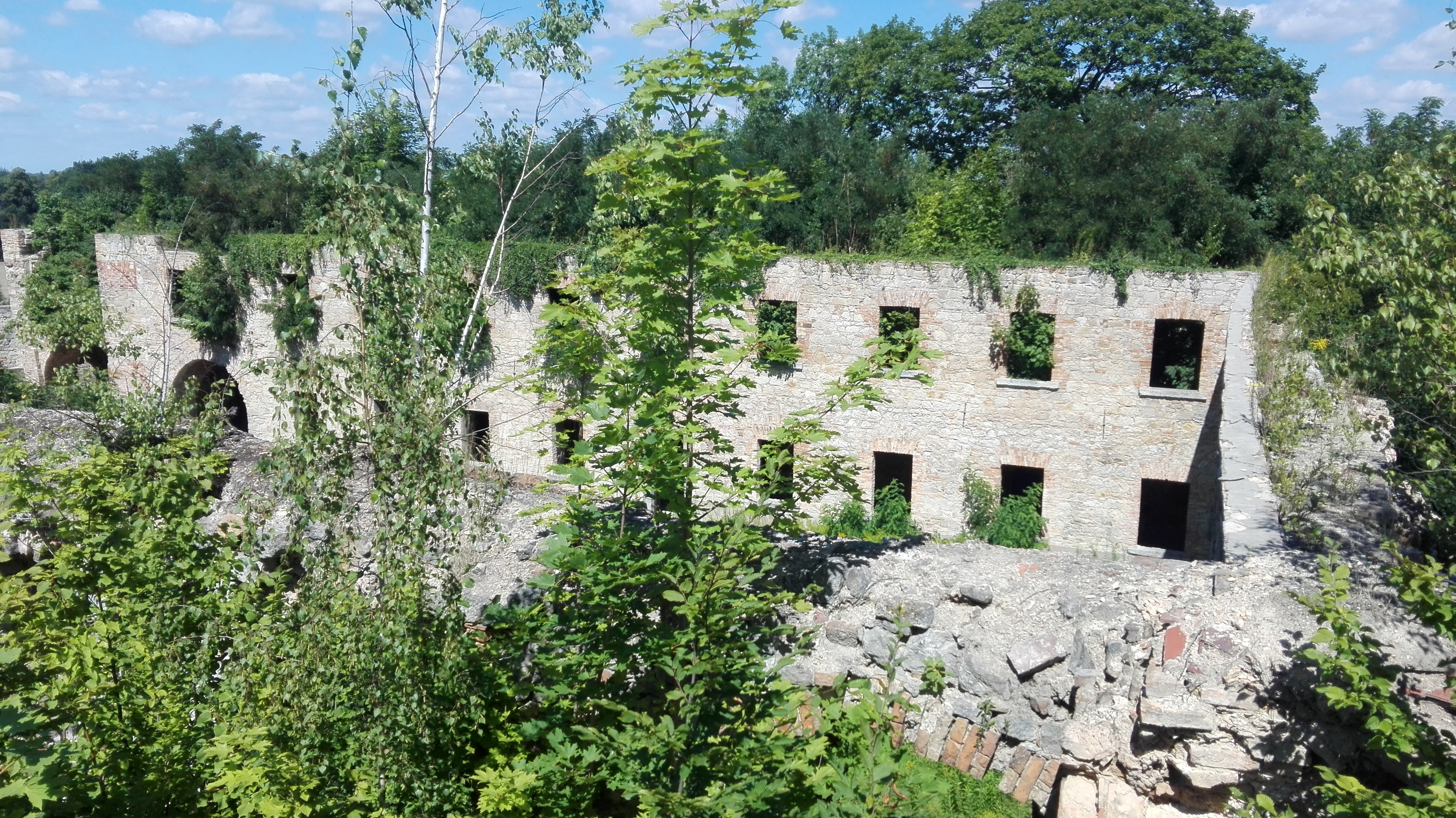
Ruiny klasztoru Magdalenek w Nowogrodźcu.

- Ruiny klasztoru Magdalenek w Nowogrodźcu.1495 – klasztor magdalenek staje się właścicielem miasta Nowogrodziec (i będzie nim przez następne 315 lat);
- 1500 – magdalenki doprowadzają do Nowogrodźca rurociąg ze świeżą źródlaną wodą, z której mieszkańcy miasta mogli korzystać bezpłatnie;
- 1511 – pierwsza wzmianka o działalności cechu garncarzy;
- XVI w. – na terenie powiatu powstaje coraz więcej zakładów garncarskich; Bolesławiec staje się ważnym ośrodkiem wyrobu ceramiki;
- 1526 – tereny dzisiejszego powiatu przechodzą pod panowanie dynastii Habsburgów;
- 1527 – wielka zaraza w Nowogrodźcu; w całym mieście ocalały jedynie 3 pary małżeńskie;
- 1652 – wielki pożar w Nowogrodźcu, niemal doszczętnie spłonął klasztor magdalenek;
- 1739 – wielki pożar Bolesławca, w którym m.in. ulega zniszczeniu ratusz;
- 1753 – w Bolesławcu powstaje Wielki Garniec Joppego (pojemność 1900 litrów);
- 1813 – pobyt w Bolesławcu Napoleona I Bonaparte, śmierć Michaiła Kutuzowa – naczelnego wodza armii rosyjskiej;
- 1844-46 – budowa wiaduktu kolejowego nad Bobrem;
- 1853 – Mistrz garncarski August Franke wykonuje w Nowogrodźcu garniec prawie dwukrotnie większy od słynnego Wielkiego Garnca Joppego – fakt ten jest jednym z elementów rywalizacji w produkcji garncarskiej między Bolesławcem a Nowogrodźcem;
- 1881-84 – wielka przebudowa zamku w Kliczkowie – nowe założenie miało nawiązywać do słynnych zamków nad Loarą;
- 1897 – powstanie Szkoły Ceramicznej;
- 1945 – po wkroczeniu wojsk radzieckich ludność niemiecka zmuszona do opuszczenia terenów dzisiejszego powiatu;
- Po 1945 – miasto Bunzlau zmienia nazwę na Bolesławiec, a Naumburg am Queis na Nowogrodziec; przybywają pierwsze transporty ludności z kresów wschodnich i Polaków z Bośni w ówczesnej Jugosławii

### Średniowieczny Wał Śląski koło Wierzbowej
W północnej części powiatu, około 3,5 km na północ od Wierzbowej, jest zlokalizowany 7,5 kilometrowy fragment Wałów Śląskich – czyli średniowiecznych budowli drewniano-ziemnych o historycznym, prawdopodobnym znaczeniu graniczno-obronnym. Ich łańcuch ciągnie się od Krosna Odrzańskiego na północy, aż po mokradła w okolicy Wierzbowej na południu. W większości owe Wały uległy już zatarciu z racji oddziaływania kilkusetletnich czynników naturalnych i cywilizacyjnych. Odcinek koło Wierzbowej zachował się w relatywnie dobrym stanie z uwagi, iż jest on zlokalizowany na małodostępnych terenach Borów Dolnośląskich (do roku 1993 obejmowała go strefa i otulina poligonu PGWAR – obecny Ośrodek Szkolenia Poligonowego Żagań-Świętoszów).

### Góra Polaków (Polackenberg – Rückenwaldau)
Niedaleko południowego krańca Wału Śląskiego, około 2,5 km na północ od Wierzbowej, na północnych rubieżach historycznego i teraźniejszego powiatu bolesławieckiego, położone jest niewielkie, śródleśne wzniesienie (153,6 m n.p.m.), wzmiankowane na wielu niemieckich, historycznych mapach oraz w kronikach szkolnych okolicznych wsi, w tym w kronice szkoły w Rückenwaldau (obecnie Wierzbowa).
Wzgórze to nazywane było: Polackenberg, Górą Polaków lub nieściśle Polską Górą.
Miejsce to i nazwa Polacken(berg) świadczy o istniejącym w średniowieczu w tych okolicach osadnictwie polskim, wypartym i napiętnowanym przez kolonizatorów germańskich.
Nazwa Polacken-Berg występuje także w innym miejscu na Dolnym Śląsku – w Kotlinie Jeleniogórskiej – jest to wzniesienie niedaleko wsi Marczyce, na współczesnych polskich mapach zwane Polską Górką. Wskazywałoby to na fakt iż osadnictwo polskie było obecne nawet pod Karkonoszami, co potwierdzałaby też chociażby typowo słowiańska nazwa potoku i wsi Łomnica – Lomnitz, czy rzeki Bóbr – Bober.

## Najciekawsze zabytki architektury powiatu bolesławieckiego

### Bolesławiec–Ratusz Miejski

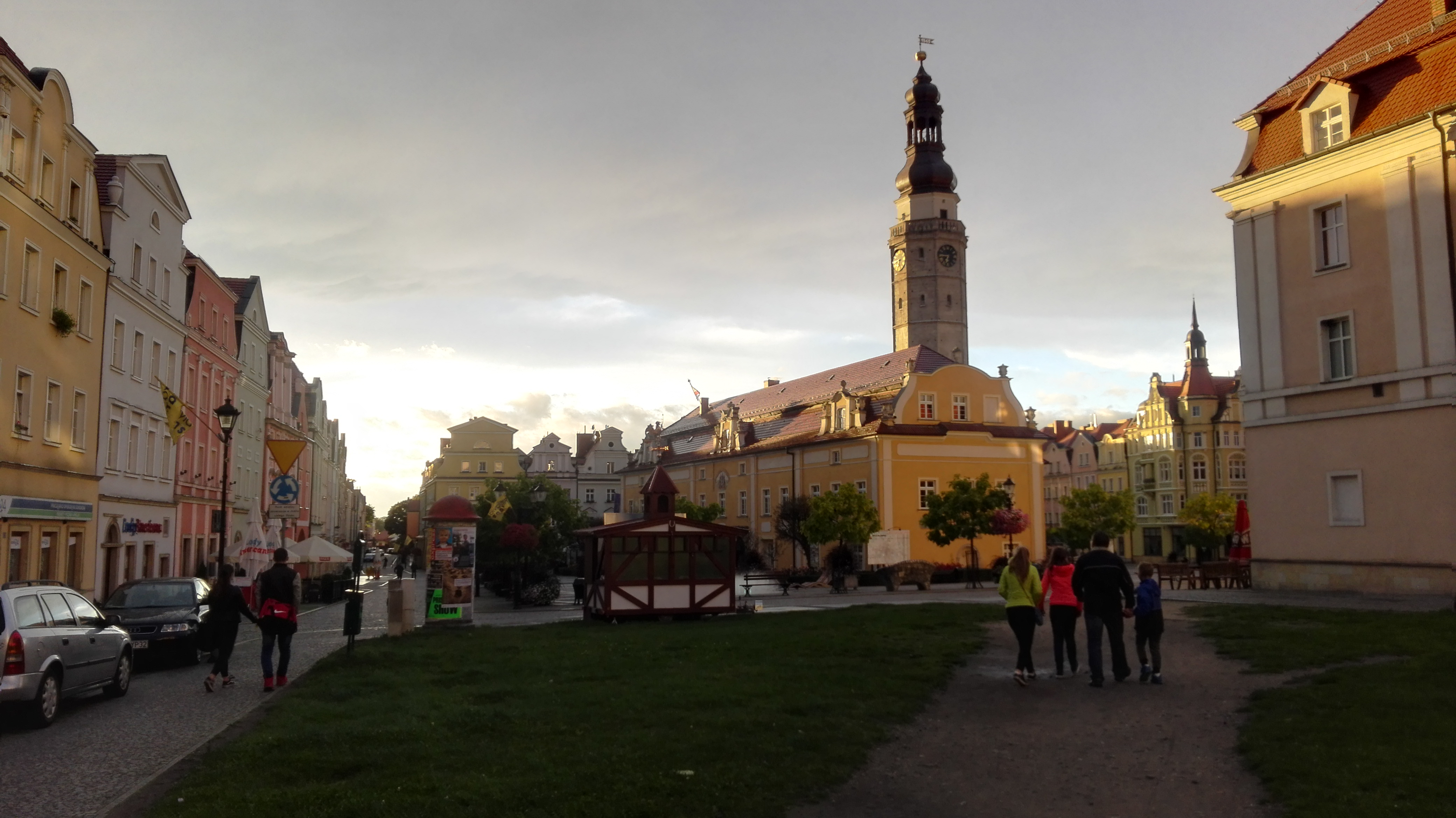
Rynek w Bolesławcu i ratusz.

Pierwotnie późnogotycki, przebudowany gruntownie w latach 1525-1535 pod kierunkiem architekta Wendela Roskopfa i później jeszcze kilkakrotnie w XVIII i XIX w. Szczególnie godne uwagi są późnogotyckie detale kamieniarki i tzw. sklepienie cyrklowe w Sali Ślubów oraz renesansowe portale przeniesione z rynkowych kamienic.

### Bolesławiec – Kościół pw. WniebowzięciaMarii PannyiŚwiętego Mikołaja, od 2004 r.SanktuariumWniebowziętej Matki Kościoła

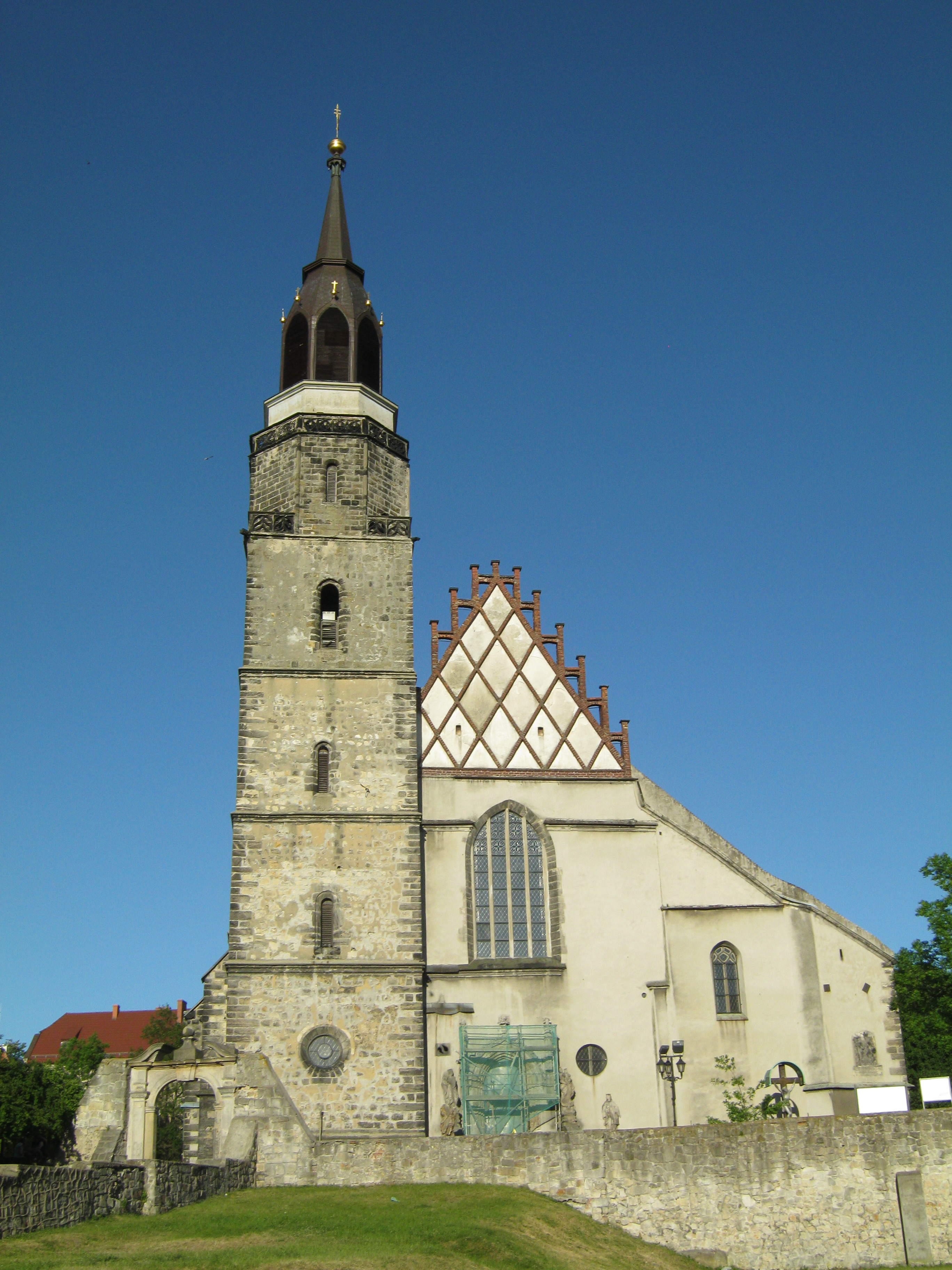
Bazylika Maryjna w Bolesławcu.

Najokazalsza świątynia miasta, późnogotycka (1482-1492, ukończona w 1521 r.), przykład dojrzałego gotyku na Śląsku. Po pożarze w 1642 r. kościół odbudowano w latach 1665-1692 w stylu barokowym. Od 1689 r. odbudowana prowadzona była przez włoskiego architekta Giulio Simonettiego. Obiekt wyróżnia się bogato zdobionymi portalami, ciekawym szczytem zachodnim ze sterczynami oraz wysoką masywną wieżą. Wewnątrz bogate barokowe wyposażenie z 1 poł. XVIII w. W skarbcu przechowywane są relikwiarze św. Jana Nepomucena i Krzyża Św.

### Bolesławiec–Wiadukt na Bobrze
Wiadukt kolejowy z 1846 r. przerzucony nad doliną Bobru – najdłuższy wiadukt kolejowy w Polsce, będący dziełem inżynierskim na skalę europejską. Zbudowany według projektu Engelhardta Gansela w latach 1844-1846, o imponującej długości 490 m, składa się z 35 potężnych łuków. Uroczystego otwarcia dokonał w 1851 r. król pruski Fryderyk Wilhelm IV, co upamiętnia tablica wmurowana w jeden z filarów wiaduktu.

### Bolesławiec– Dawne Gimnazjum (obecnie siedziba Sądu Rejonowego)

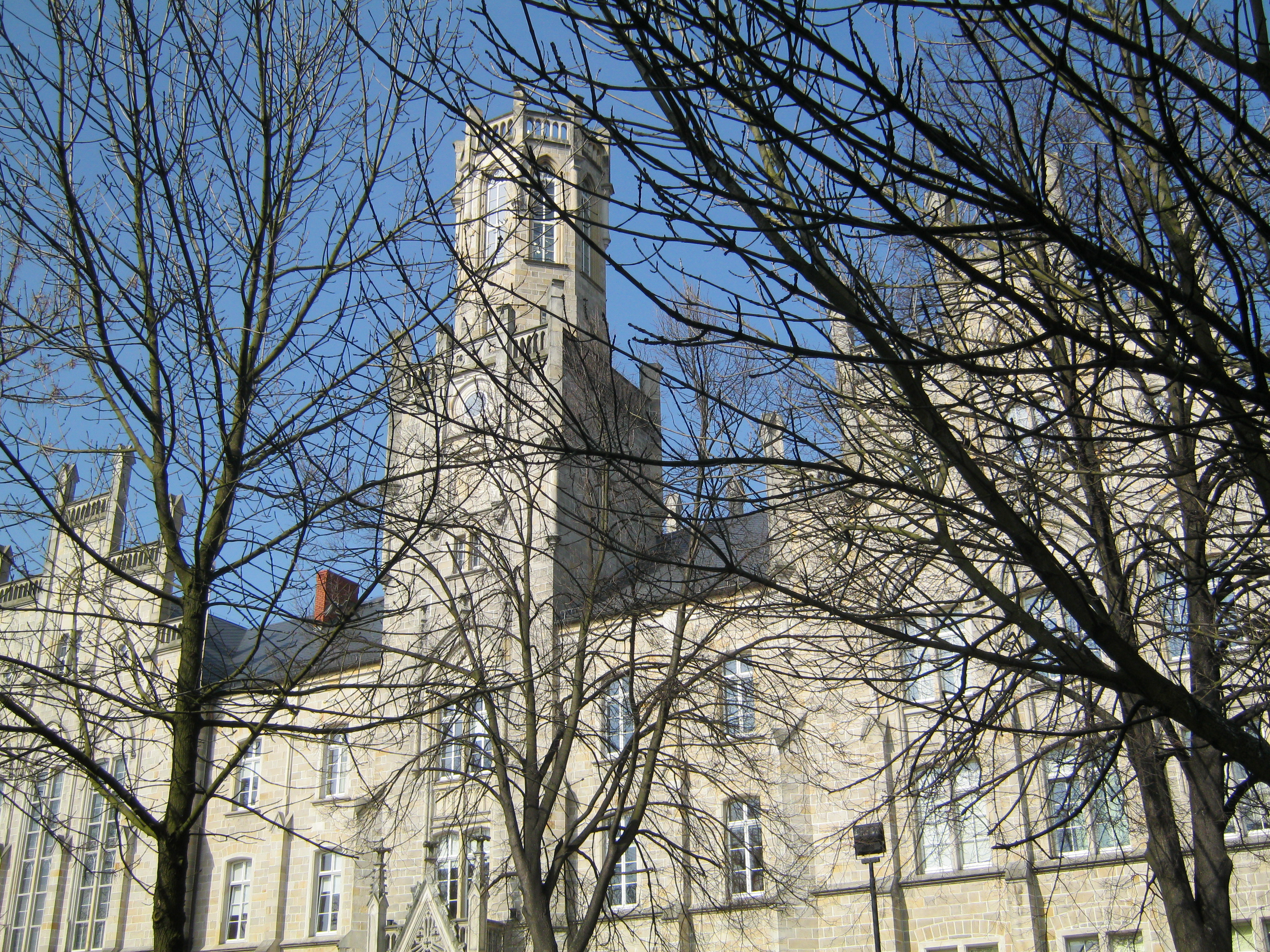
Dawne gimnazjum bolesławieckie, obecny Sąd Rejonowy.

Gimnazjum zostało wzniesione w latach 1861-1864 według projektu architekta Oppermanna. Charakterystyczna smukła, strzelista budowla z jasnego piaskowca (któremu po roku 2000 przywrócono jego dawny wygląd) nawiązuje do najlepszych wzorów neogotyku angielskiego i jest jedną z najciekawszych realizacji tego typu na Dolnym Śląsku. Główną atrakcją, oprócz samej architektury, jest piękna, wysoka na dwie kondygnacje aula w zachodnim skrzydle. Jej wnętrze było bogato dekorowane – m.in. popiersiami wybitnych postaci kultury i nauki starożytnej oraz niemieckiej.

### Bolesławiec–Teatr Stary

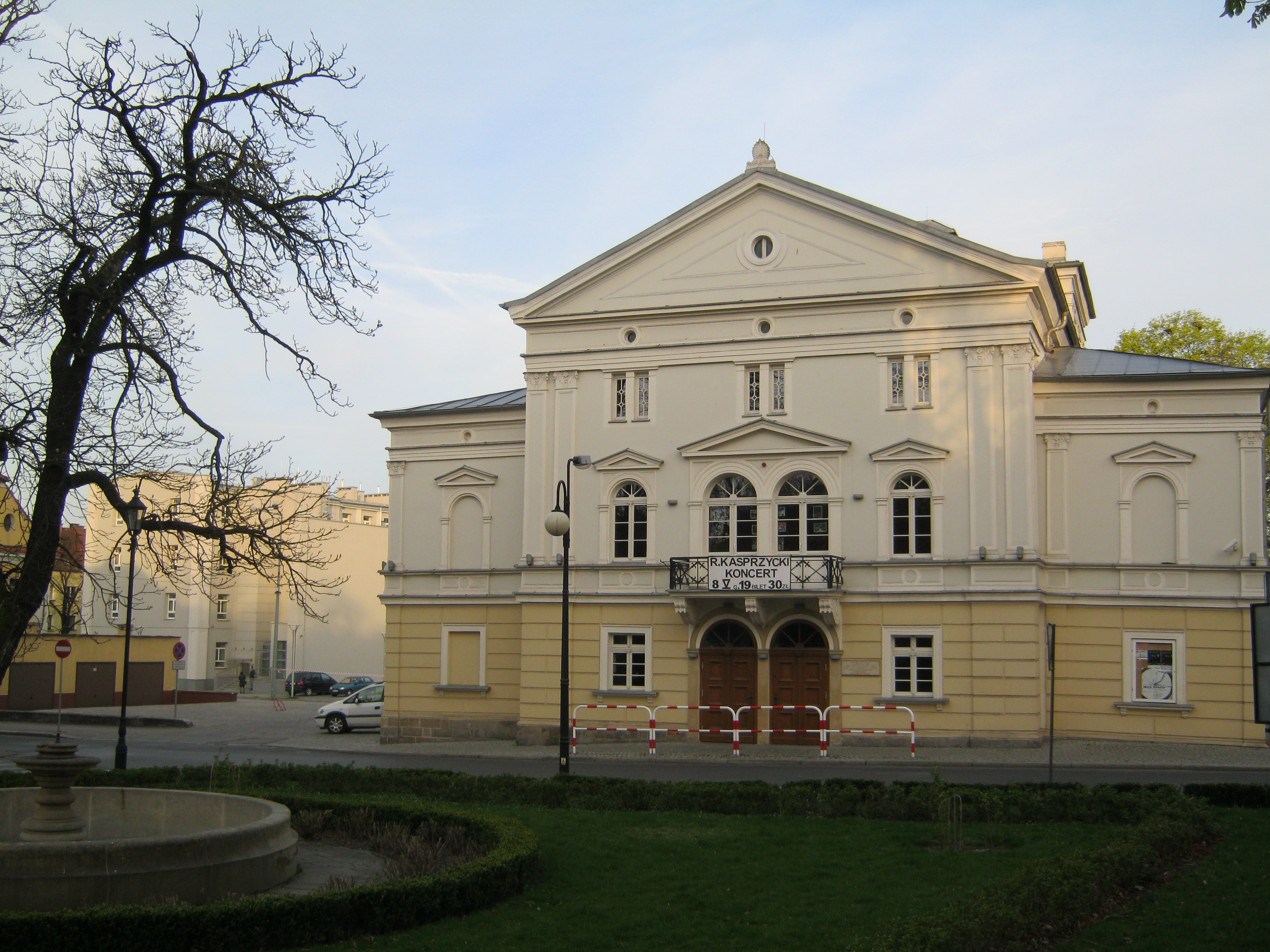
Teatr Stary.

Budynek z 1857 r., powstał na fundamentach dawnego arsenału miejskiego. Swój obecny wygląd zawdzięcza przebudowie przeprowadzonej w latach 1885-1886 przez Wilhelma Döricha i Richarda Schillera. Powstała wówczas neorenesansowa budowla z motywami powtarzających się półkoliście zamkniętych okien oraz wieńczącym fasadę frontonem z akroterionami. W latach 2009-2012, staraniem władz powiatu bolesławieckiego, teatr został poddany gruntownej renowacji, a jego wnętrza przywrócono do dawnej świetności.

### Gościszów– Kościół pw.Matki Boskiej Częstochowskiej
Jeden z najstarszych kościołów w tej części Dolnego Śląska, XIII-wieczna budowla późnoromańska z elementami gotyckimi, przebudowana w XVII w. Wewnątrz podziwiać można gotyckie sklepienie krzyżowo-żebrowe oraz polichromię z początku XV w. ze sceną Zwiastowania, ciekawe wyposażenie renesansowe (m.in. ołtarz, ambonę i chrzcielnicę) oraz płyty epitafijne z XVI-XVIII w. Obok kościoła znajdują się pozostałości zamku, uważanego niegdyś za jedno z najpiękniejszych założeń renesansowych na Dolnym Śląsku, od 1945 roku w postępującej ruinie.

### Kliczków–zamekrenesansowy
Zamek stanowił jedną z kilku warowni granicznych wybudowanych przez księcia Bolka I Surowego na południowo-zachodniej granicy księstwa świdnicko-jaworskiego pod koniec XIII w. W latach 90. XIV w. stracił swoje znaczenie obronne, przekształcając się w założenie zamkowo-folwarczne. Na przełomie XVI i XVII w. otrzymał renesansowy wygląd, gruntownie przebudowany w latach 1881-1884 w stylu eklektycznym na polecenie ówczesnego właściciela – hrabiego Fryderyka Jerzego zu Solms-Baruth, zwanego „starym księciem”. Za jego panowania w Kliczkowie kilkakrotnie przebywał sam cesarz Niemiec. Kompletnie zniszczony po wojnie obiekt został w latach 2000-2001 pieczołowicie odrestaurowany i przeznaczony na centrum hotelowo-konferencyjne. Odtworzone zostało również rozległe założenie parkowe.

### Kraszowice– elektrownia na Bobrze
Zbudowana w 1920 r. według projektu Georga Wolffa, wyposażona jest w dwie turbiny o mocy 0,48 MW. W celu spiętrzenia wody wybudowano jaz i kanał doprowadzający wodę do elektrowni. Do 1945 r. równolegle z elektrownią działał młyn.

### Modła– ruiny zamku Bibranów
Zamek wybudowany przez Mikołaja von Bibran w latach 1564-1567, powiększony przez rodzinę Rittbergów w roku 1767. Od 1945 r. pozostaje w ruinie. Obok zamku zachowały się fragmenty zabudowy dworskiej i pozostałości po parku krajobrazowym. Przy pobliskim kościele pw. Matki Boskiej Różańcowej znajduje się mauzoleum rodu Rittberg – największy obiekt tego typu na terenie powiatu.

### Nowogrodziec– kościół pw.świętego PiotraiPawła

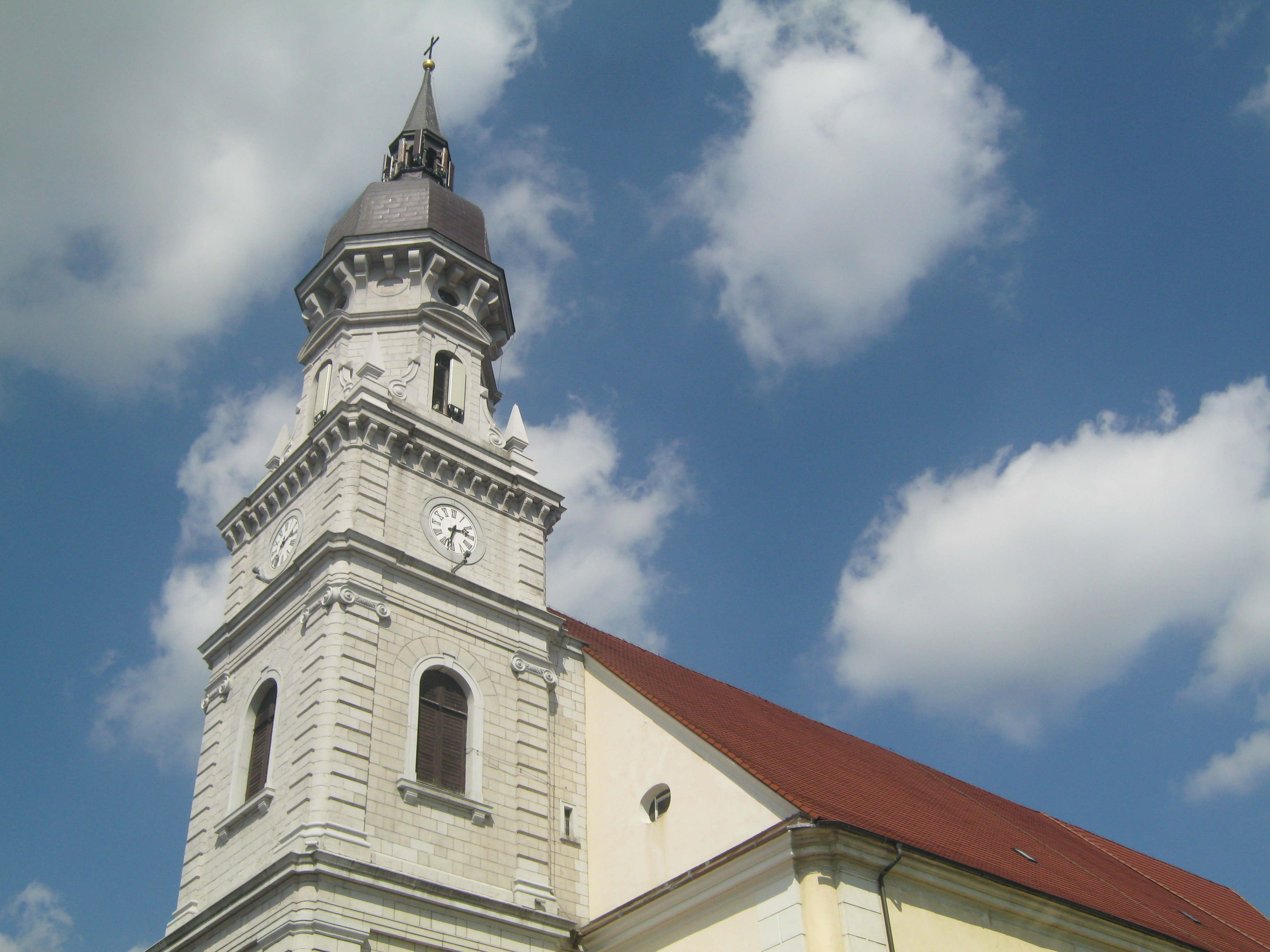
Kościół św. Piotra i Pawła w Nowogrodźcu.

Późnobarokowy z lat 1788-1793, posiada bogaty wystrój i kilka cennych obrazów z 2. poł. XVIII wieku. Przed kościołem usytuowana jest XVIII-wieczna plebania – dom urodzenia kompozytora Józefa Ignacego Schnabla, od 1815 r. kapelmistrza katedralnego we Wrocławiu, nazywanego „Śląskim Haydnem”.

### Nowogrodziec– ruiny klasztoru Świętej Marii Magdaleny
Klasztor został ufundowany w 1217 r. przez św. Jadwigę Śląską, a w 1247 r. przekazany zakonowi magdalenek, które przebywały w nim aż do 1810 r. W 1495 r. zakon stał się właścicielem miasta Nowogrodziec. Klasztor był wielokrotnie przebudowywany i rozbudowywany, m.in. w latach 1726-1729 i 1788-1794. Częściowo uszkodzony w 1813 r. oraz w czasie działań II wojny światowej. Od 1945 r. pozostaje w trwałej ruinie.

### Ołdrzychów koło Nowogrodźca – słup poczty polsko-saskiej
Przy szosie do Lubania stoi jedyny zachowany na Śląsku słup milowy (dystansowy) poczty polsko-saskiej, oznaczony numerem 112. Powstał w 1725 r., ma wysokość ok. 4 m. Odrestaurowany w 2004 r.

### Warta Bolesławiecka–dwórrenesansowy
Dwór renesansowy z 1540 r. wybudowany przez rodzinę von Zedlitzów, otoczony fosą, wielokrotnie przebudowywany. Do dworu przylega bardzo dobrze zachowana dawna zabudowa folwarczna i park krajobrazowy ze stawem. Dwór pozostający od wojny w ruinie, od 2006 r. przywracany jest przez prywatnego właściciela do dawnej postaci.
14. Żeliszów – dawny kościół ewangelicki
Kościół wzniesiony został w latach 1796-1797, według projektu przypisywanego znanemu architektowi niemieckiemu – Carlowi Gotthardowi Langhansowi. Ciekawe i oryginalne jest już samo założenie świątyni, oparte na planie elipsy. Do tego budowla posiadała klasycystyczne wnętrze o rzadko spotykanej urodzie. Kościół od lat nieużytkowany, pozostaje w formie zabezpieczonej ruiny.

## Osobliwości przyrody

### Osiecznica– zespółskałnadKwisą
W dolinie rzeki Kwisy, nieopodal domu, w którym urodził się Abraham Werner – współtwórca współczesnej mineralogii i geologii, znajduje się unikatowy zespół skał: Bolesławiecki Dzbanek do Kawy, Słoń ze Słoniątkiem oraz Diabelska Kuchnia. Nazwa pierwszej z wymienionych skał wynika z jej podobieństwa do dzbanka. Według tradycji, bolesławiecki garncarz na jej podobieństwo uformował, słynny potem na całą Europę, kamionkowy garnek.

### Osiecznica – przełomKwisy
Malowniczy przełom rzeki Kwisy – tzw. Diabli Jaz, ostatni próg wodny przed ujściem do Bobru. Obecny wygląd koryta rzeki ukształtował się po powodzi z końca lat 50. XX wieku. Z uwagi na wysokie walory krajobrazowe na odcinku od miejscowości Ławszowa do Świętoszowa planowane jest utworzenie Parku Krajobrazowego Doliny Kwisy.

### Borówki–rezerwat przyrody
Rezerwat przyrody „Torfowisko Borówki” (gmina Gromadka), położony w obrębie Przemkowskiego Parku Krajobrazowego. Jest to rzadki już dziś przykład torfowiska przejściowego i boru bagiennego z chronionymi i zagrożonymi wyginięciem gatunkami roślin i zwierząt. Powierzchnia rezerwatu wynosi ponad 37 ha, z czego 3 ha stanowią malownicze stawy potorfowiskowe.

## Powiaty partnerskie
Powiat bolesławiecki posiada dwa powiaty partnerskie:
- Landkreis Bautzen w Saksonii,
- Rhein-Sieg-Kreis w Nadrenii Północnej-Westfalii.